# レイクウッド (ワシントン州)
レイクウッド（Lakewood）は、アメリカ合衆国ワシントン州ピアース郡の都市である。人口は6万3612人（2020年国勢調査）。タコマの南西に位置する。

## 概要
米軍のルイス・マコード統合基地（en:Joint Base Lewis–McChord）に隣接しており、多くの市民が基地で働いている。

## 地理
アメリカ合衆国統計局によると、総面積49.1 km2 (19.0 mi2) である。このうち44.3 km2 (17.1 mi2) が陸地であり、4.8 km2 (1.9 mi2) (9.81%) が水地である。

## 住民
2000年国勢調査では、人口58,211人、23,792世帯、15,084家族が暮らしている。人口密度は1,313.6/km2 (3,401.3/mi2) である。573.1/km2 (1,483.9/mi2) の平均的な密度に25,396軒の住宅が建っている。この都市の人種的な構成は白人64.82%、アフリカン・アメリカン12.25%、ネイティブ・アメリカン1.55%、アジア1.43%、太平洋諸島系1.84%、その他の人種3.55%、混血7.04%である。この人口の28.49%はヒスパニックまたはラテン系である。
全世帯のうち、18歳未満の子供と同居している世帯が30.1%、夫婦のみの世帯が44.4%、未婚女性の世帯が14.5%であり、36.6%は家族を持たない。個人名義の世帯主が29.6%、そのうち65歳以上が8.7%である。世帯ごとの平均人数は2.38人、家族ごとの平均人数は2.94人である。
18歳未満の未成年が24.4%、18歳以上24歳以下が11.3%、25歳以上44歳以下が29.4%、45歳以上64歳以下が21.6%、65歳以上が13.2%、平均年齢は35歳である。女性100人に対して男性は95.8人である。18歳以上の女性100人に対して男性は93.9人である。
この都市の世帯ごとの平均的な収入は36,422 USドルであり、家族ごとの平均的な収入は42,551 USドルである。男性は31,434 USドルに対して女性は26,653 USドルの平均的な収入がある。この都市の一人当たりの収入 (per capita income) は20,569 USドルである。人口の12.5%及び家族の15.8%の収入は貧困線以下である。全人口のうち18歳未満の23.5%及び65歳以上の5.6%は貧困線以下の生活を送っている。

## 交通
レイクウッド駅は通勤列車サウンダー通勤鉄道の南のターミナル駅である。